# Ectoedemia mesoloba
Ectoedemia mesoloba là một loài bướm đêm thuộc họ Nepticulidae. Nó được tìm thấy ở Florida.
Chiều dài cánh trước khoảng 2.7 mm. Con trưởng thành bay vào tháng 11.